# Centralna obveščevalna agencija
Centralno obveščevalna agencija (Central Intelligence Agency, CIA) je civilna obveščevalna služba ZDA zadolžena za zbiranje, shranjevanje in obdelavo podatkov pridobljenih v tujini s pomočjo človeških in elektronskih virov. Agencija zagotavlja obveščevalne podatke nacionalno obveščevalnemu direktorju, predsedniku ZDA in kabinetu ZDA.
Zgodovina agencije sega v čas druge svetovne vojne, ko je bil s pomočjo Britancev ustanovljen Urad strateških služb (Office of Strategic Services, OSS). Ta se je večinoma ukvarjal z vohunsko dejavnostjo proti silam osi. Po vojni je bil urad razpuščen njegovi oddelki pa razporejeni med različne takratne varnostne agencije ZDA. Šele s sprejetjem Nacionalnega varnostnega akta iz leta 1947 je bila ustanovljena CIA v obliki kot jo poznamo danes. Skozi zgodovino se je agencija kalila v številnih vojnah ter bila vpletena v številne državne prevrate in mednarodne incidente. Med hladno vojno je njena moč neprestano rasla s tem pa tudi njen proračun, ki je omogočal razvoj novih vohunskih tehnik daleč za sovražnikovo črto. Po koncu hladne vojne se je proračun in obseg agencije zmanjšal. Napadi 11. septembra ter globalna vojna proti terorizmu, ki jim je sledila so pomenili preobrat na področju obveščevalne dejavnosti. V zadnjem desetletju je bil največji dosežek agencije uboj voditelja Al Kaide Osame bin Ladna leta 2011. Med vojno proti terorizmu je agencija marsikje po svetu prišla na slab glas zaradi množičnih ugrabitev domnevnih teroristov, izvensodnih ubojev s pomočjo brezpilotnih letal, mučenja zapornikov ter t.i. črnih operacij posledice katerih je bilo veliko število civilnih žrtev.
Danes je CIA s sedežem v Langleyu ena izmed treh največjih varnostnih agencij v ZDA. Zaposluje preko 20.000 uslužbencev doma in po svetu njen proračun pa s 15 milijardami presega celo proračun NSA.

## Zgodovina
Po vstopu v drugo svetovno vojno, leta 1941, so ZDA potrebovale specializirano obveščevalno službo za pridobivanje obveščevalnih podatkov daleč za sovražnikovo črto. Po zgledu britanske MI6, SOE, in britanskih komandosov je ameriški predsednik Franklin D. Roosevelt, 13. junija 1945 ustanovil OSS (Office of Strategic Services) predhodnico današnje Cie. Organizacija je delovala do konca druge svetovne vojne nato pa jo je predsednik Harry S. Truman s posebnim ukazom razpustil. Njene naloge pa je prevzelo Ministrstvo za vojno ter Ministrstvo za zunanje zadeve. Ta rešitev je bila le začasna in je trajala le nekaj mesecev. Januarja 1946 je bila, kljub nasprotovanju Ministrstva za vojno in zunanje zadeve ter FBI, ustanovljen NIA (National Itelligence Authority oz. Nacionalni obveščevalni organ) neposredni predhodnik današnje Cie. S sprejetjem nacionalnega varnostnega akta (preoblikovanje vojaških in obveščevalnih služb ZDA) julija 1947 se je CIE preoblikovala v današnjo Cio.
Od samega nastanka je bila naloga Cie izvajanje obveščevalne in protiobveščevalne dejavnost ter tajnih operaciji proti nasprotnikom in tudi prijateljem ZDA. Njeni agenti so bili prisotni na skoraj vseh svetovnih kriznih žariščih in povsod tam kjer so ZDA uveljavljale svoje interese. Marsikatero vojno, državni prevrat, revolucijo in atentat so organizirali prav njeni agenti. Spisek njenih uspehov in porazov je dolg marsikatera tajna operacija pa nikoli ne bo prišla v javnost.
Že kmalu po koncu druge svetovne vojne je CIA začela intenzivno vohuniti za Sovjetsko zvezo svojo največjo nasprotnico in vsemi, ki so bili kakor koli povezani s komunizmom. Kljub velikemu trudu in ogromnih količin denarja, ki si so bili vloženi za pridobivanje tajnih podatkov izza železne zavese je Sovjetska zveza še vedno veljala za temno liso na obveščevalnem področju. Zaradi številnih sovjetskih agentov v zahodnih obveščevalnih službah je bilo veliko Cijinih operacij za sovražnikovo črto že od samega začetka obsojenih na neuspeh. NKVD in kasnejši KGB je ameriške agente kmalu po pristanku ulovil, zaslišal in usmrtil. Tako CIA v najbolj kritičnih trenutkih hladne vojne ni morala napovedati sovjetske blokade Berlina vdor sovjetskih čet na Madžarsko in Češkoslovaško ter razvoj sovjetske atomske bombe in postavitve berlinskega zidu. Tako je ostalo večino hladne vojne saj CIA v Sovjetski zvezi ni imela praktično nobenega agenta tisti, ki so bili se je pa kasneje izkazalo, da so bili dvojni agenti. Da bi zapolnila obveščevalno vrzel je agencija začela na zloglasnem območju 51 v največji tajnosti razvijati vohunska letala U-2 s katerimi so pridobili vsaj približne podatke o stanju Rdeče armade in številu jedrskih konic. Kasneje so te podatke pridobivali tudi s sateliti. Po koncu hladne vojne se je izkazalo, da je bila večina podatkov, ki jih je CIA pridobila o dogajanju za železno zaveso napačnih.
Tako kot v Sovjetski zvezi se je nemoč Cie pokazala tudi v korejski vojni. Agencija ni zaznala možnost vdora Severne Koreje v Južno Korejo ter kasnejšega vdora kitajskih čet. Številne dezinformacije nepoznavanje lokalnih razmer in številni dvojni agenti so agencijo na Krejskem polotoku popolnoma onemogočili kar se je pokazalo tudi na bojišču. Agencija se je aktivno vmešaval v notranje politične in gospodarske zadeve številnih država in skrbela za uveljavljanje ameriških interesov. Najbolj znan primer takega vmešavanje je bil državni udar v Iranu. V tej državi je novoizvoljeni iranski premije Mohamed Mosadek podržavil naftno industrijo, ki je bila v britanski lasti. V strahu, da bi ZDA izgubile nadzor nad iransko nafto je CIA s pomočjo plačanih množic in podkupljenega iranskega generala izvedla državni udar in si tako posredno ponovno dobila nadzor nad iransko naftno industrijo. Podoben scenarij se je odvil tudi v Gvatemali kjer je novo izvoljeni predsednik želel zemljo, ki je bila večinoma v lasti ameriških korporacij, razdeliti med revne kmete brez zemlje. Da bi ZDA zaščitile svoje interese in interese svojih korporacij, so v Gvatemali s pomočjo Cie in plačancev izvedle državni udar, ki je v naslednjih letih vodil v državljansko vojni. Tekom petdesetih in šestdesetih let dvajsetega stoletja so svetovno javnost pretresli tudi državni udari in umori v Siriji, Indoneziji, Kongu, in Dominikanski Republiki za vsemi je v ozadju stala Cia.
Prvega maja 1960 je bilo nas Sovjetsko zvezo sestreljeno vohunsko letalo U-2, incident je v nadaljevanju hladne vojne izredno poslabšal odnose med ZDA in Sovjetsko zvezo. Zadeva je bila še toliko hujša so ZDA kršile dogovor o prepovedi preletov nad Sovjetsko zvezo. Sredi aprila 1960 je Cia doživela še en hud udarec ko je spodletelo izkrcanje v Prašičjem zalivu s katerim je želel Cia iz oblasti odstraniti kubanskega voditelja in revolucionarja Fidela Castra. Zaradi širjenja komunizma po Aziji so bili Cijini agenti prisotni tudi v tam. V Vietnamu, Laosu, Kambodži in Maleziji je Cia vodila številne tajne operacije proti komunističnim skupinam in nudila vladam logistično in obveščevalno pomoč v boju proti upornikom. Ameriško posredovanje v Indokini se je nato slabo končalo. Je pa imela Cia dosti večji uspeh pri posredovanju orožja upornikom v sovjetsko-afganistanski vojni. Vojna se je nato končala s Sovjetskim umikom iz Afganistana. Agencija se je lotila tudi vohunjenja za lastnimi državljani čeprav so ji to pravila jasno prepovedovala. Preko šestdesetih in sedemdesetih let je tako Cia v sodelovanju z NSA prisluškovala navadnim državljanom, politikom in znanim osebnostim ZDA svoje agente pa nameščala v različna protivojna gibanja ter izvajala uboje tujih vodij in izvajal poizkuse z LSD na kanadskih državljanih in državljanih ZDA. Po nekaterih podatkih naj bi Cia tudi trgovala z mamili iz Indokine, Srednje Amerike in Južne Amerike.
Po koncu hladne vojne se je število osebja v agenciji precej zmanjšala agencija pa je svoja sredstva usmerila v druge programe. Njeni agenti so bili prisotni tudi med vojno v Jugoslaviji vendar niso znali napovedati pokola v Srebrenici njena letal U-2 pa so kasneje iskala skrita grobišča. Med bombardiranjem Beograda leta 1999 je Cia podala napačne koordinate tako da so ameriška letal zadela kitajsko veleposlaništvo, v napadu so umrli trije kitajski novinarji. Tekom devetdesetih letih so se agenti agencije ukvarjali tudi z gospodarskim vohunjenjem. V drugi polovici devetdesetih let dvajsetega stoletja in na prelomu tisočletja se je z napadi na ameriški veleposlaništvi v Keniji in Tanzaniji ter napadom na rušilec USS Cole začelo novo obdobje boja proti terorizmu. Napada 11. septembra 2001 agencija ni morala napovedati. Po tem dogodku so agenciji povečali finančna sredstva in ji razširili pooblastila s čimer je agencija vstopila v novo obdobje boja prosti globalnemu terorizmu. Njihov glavni cilj pa je postal uničenje Al Kaide in njenega voditelja Bin Ladna. To se je agenciji 2. maja 2011 v spektakularni akciji tudi posrečilo. Metode Al Kaide in Bin Ladna so prevzele nekatere še bolj ekstremne teroristične skupine kot je npr. Islamska država tako, da globalna vojna proti terorizmu še vedno poteka ta pa bo tudi v prihodnje ostala na prednostni listi agencije.

## Organizacija
Agencija ima poleg izvršilnega urada še pet večjih direktoratov:
- Direktorat digitalnih inovacij
- Direktorat za analize
- Direktorat za operacije
- Direktorat za podporo
- Direktorat za znanost in tehnologijo

### Izvršni urad
Izvršni urad oz. direktor Centralno obveščevalne agencije poroča nacionalno obveščevalnemu direktorju (Director of National Intelligence ali DNI) ter kongresu in beli hiši. Namestnik direktorja pa se ukvarja z usklajevanjem dela znotraj agencije. Izvršni urad sodeluje tudi z vojsk ji posreduje obveščevalne podatke ter sama prejem obveščevalne podatke in sodeluje z vojsko na terenu. Trenutni direktor Cie je Mike Pompeo.

### Direktorat za analize
Direktorat ima štiri regionalne analitične skupine, šest skupin za mednarodne zadeve in tri skupne osredotočene na politiko, zbiranje in podporo osebju. Ena od služb pokriva Irak; regionalne analitične skupine pokrivajo Bližnji vzhod in Južno Azijo, Rusijo in Evropo; Azijo in Pacifik; Latinsko Ameriko in Afriko.

### Direktorat za operacije
Direktorat za operacije je odgovoren za zbiranje tujih obveščevalnih podatkov in za tajne operacije s pomočjo človeških virov. Deluje tudi kot koordinator med varnostnih agencij ZDA, ki se prav tako ukvarjajo s pridobivanjem obveščevalnih podatkov s pomočjo človeških virov. Direktorat je nastal kot odgovor na rivalstvo med Cio in Ministrstvom za obrambo (Department of Defense ali DOD). Direktorat je organiziran regionalno.

### Direktorat za znanost in tehnologijo
Direktorat za znanost in tehnologijo je bil ustanovljen za potrebe razvoja vohunskih tehnologij in tehnik. Mnogo inovacij je uporabljala same agencija nekatere pa so bile razvite za ostale varnostne agencije ZDA. Najbolj znani projekt tega direktorata je vohunsko letalo U-2.

### Direktorat za podporo
Direktorat za podpora se ukvarja z organizacijskimi in administrativnimi nalogami. Znotraj direktorata delujejo delujejo še uradi za: varnost, komunikacije in informacijske tehnologije.

## Sedež Agencije
Sedež agencije se nahaja v kraju Langley, okrožju Fairfax v zvezni državi Virginija. Sedež se uradno imenuje George Bush Center for Intelligence (Center Georga Busha za obveščanje). Ime je dobil 26. aprila 1999 po 41. predsedniku ZDA, Georgu H. W. Bushu ki je bil med 30. januarjem 1976 in 20. januarjem 1977 direktor Cie. Pred tem sedež agencije ni imel nobenega uradnega imena.
Prvi center so začeli graditi novembra 1959 dokončan pa je bil marca 1961. V osemdesetih letih so center razširili, dela pa so se zaključila marca 1991. Center je strogo varovan vstop vanj pa je mogoč le z ustreznim dovoljenjem.
V centru se nahaja muzej Cie kjer so razstavljeni dokumenti, ki so zdaj dostopni javnosti ter različni vohunski pripomočki, orožja in fotografije. V muzeju je tudi slavna Enigma in orožje Osame bin Ladna. Ker se muzej nahaja znotraj kompleksa agencije širši javnosti ni dostopen.
Pred sedežem se nahajata še dve skulpturi, prva je Kryptos, ki so ga postavili novembra 1990 in vsebuje štiri šifrirana besedila. Tri besedila so že razvozlali četrto pa ostaja nerešeno vse do današnjih dni. Druga skulptura pa je kip ameriškega narodnega junaka Nathana Halea, ki je umrl med ameriško revolucijo kot vohun kontinentalne vojske.

## Naloge Cie
Naloga Cie so zbiranje, analiziranje, obveščanje in izvajanje prikritih ukrepov.
Agencija ima naslednje prioritete:
- protiterorizem
- preprečevanja širjenja jedrskega orožja in drugega orožja za množično uničevanje
- opozarjanje in obveščanje ameriških voditeljev o pomembnih dogodkih v tujini
- protiobveščevalna dejavnosti
- elektronsko vohunjenje

## Znane operacije in projekti
Od svoje ustanovitve pa do danes je agencija izvedla nešteto tajnih operacij in projektov med katerimi je tudi veliko takih, ki presegajo obveščevalno dejavnost in si jih nebi morali zamisliti niti najboljši pisatelji znanstvene fantastike in kriminalk. Treba je vedeti, da je zaradi tajnosti v javnost prišlo le malo podatkov tisi, ki so prišli pa so skopi in nepopolni. Že to, da agencija deluje tajno, ter da ima skoraj neomejena sredstva pove, da je to sistem v sistemu znotraj katerega nihče dejansko ne ve kaj se dogaja. Povsod po svetu, kjer so prisotni interesi ZDA je ponavadi prisotna tudi CIA. Njena prisotnost pa dostikrat presega samo obveščevalno dejavnost saj so skozi zgodovino v javnost prišli dokumenti, ki potrjujejo, da je agencija ena največjih sponzorjev terorizma, umorov, atentatov, črnih operacij, bila je vpletena v številna strmoglavljenja vlad, prekupčevala je z drogami in orožjem, bila vpletena v pranje in ponarejanje denarja, mučenja, izsiljevanja, itd. .
Spodaj je navedenih le nekaj najbolj znanih operacij in projektov agencije, ki so dobro raziskani:
- Operacija Ajax je bila tajna operacija s katero je avgusta 1953 CIA v Iranu odstranila demokratično izvoljenega premijeja Mohameda Mosadeka na njegovo mesto pa postavila marionetnega generala Fazlollaha Zahedia. Premije Mosadeka je po izvolitvi želel podržaviti iransko naftno industrijo, ki je bila takrat večinoma v britanskih in ameriških rokah. V strahu, da bi Britanci in Američani zgubili nadzor nad iranskimi naftnimi rezervami in rafinerijami, ki so bile takrat največje na svetu, je CIA v Iranu s pomočjo plačanih protestnikov in kriminalcev ter podkupljenih uradnikov, politikov in generalov izvedla državni udar. Po udaru je prozahodno usmerjene Iranski Šah Mohammad Reza Pavlihi dobil skoraj neomejena pooblastila Iranu pa je vladal s trdo roko. S položaja ga je odnesla šele iranska revolucija leta 1979. Vpletenost v državni udar je CIA uradno potrdila šele leta 2013.

- Operacija PBSUCCESS je bila tajna operacija s katero je junija 1954 CIA v Gvatemali odstranila demokratično izvoljenega predsednika Juana José Arévalo na njegovo mesto pa je postavila marionetnega vojaškega diktatorja Carlosa Castillo Armasa. Novoizvoljeni predsednik Arévalo je želel z reformami kmetom vrniti zemljo, kar pa ni bilo všeč ameriški korporaciji United Fruit Company ki je upravljala z zemljo in je imela močne povezave z ameriško politiko in tudi samo agencijo. Spremembo režima je ukazal ameriški predsednik Dwight David Eisenhower. Državni udar je tako destabiliziral državo, da je tam med leti 1960 in 1996 divjala krvava državljansko vojna v kateri je umrlo skoraj 200.000 ljudi.

- Projekt Aquatone je bil tajni program agencije v okviru katerega so razvili strateško izvidniško letalo Lockheed U-2. Letalo so začeli razvijati v popolni tajnosti daleč od oči javnosti na zloglasnem območju 51 na katerem so prav za ta projekt postavili letališče in objekte za razvoj in testiranje letala. Prednost tega letala je bila ta, da je lahko preletelo zelo velike razdalje na višinah, ki niso bile dosegljive sovjetski protiletalski obrambi. Od tam pa je letalo lahko izvajalo vizualno ali elektronsko opazovanje. Potem ko so ZDA v Sovjetski zvezi izgubile vse vohune je bilo letalo edini vir informacij o sovjetskih jedrskih zmogljivosti. Leta 1960 sta se Eisenhower in Nikita Hruščov dogovorila o umiritvi razmer med državam zato je Eisenhower v izogib incidentov prepovedal prelete letal nad Sovjetsko zvezo. Pod pritiskom Cie je prepoved omilil in dal agenciji omejen rok za prelete dokler 1. maja 1960 prišlo do incidenta v katerem je sovjetska protiletalska obramba sestrelila eno izmed letalo U-2. Po tem incidentu so se odnosi med ZDA in Sovjetsko zvezo izrazito poslabšali in se niso popravili vse do osemdesetih let dvajsetega stoletja.

- Izkrcanje v Prašičjem zalivu je bila tajna vojaška operacija ki jo je financirala in organizirala Cia. Z njo je želela agencija strmoglaviti kubanskega voditelja in revolucionarja Fidela Castra ki je na oblast prišel leta 1959 po kubanski revoluciji. Ker je ta po revoluciji pretrgal stike z ZDA in začel krepiti stike z Sovjetsko zvezo se je ameriški predsednik Eisenhower odločil, da ga je potrebno odstraniti iz oblasti. Nalogo je zaupal agenciji. Ta je zbrala, opremila in izurila vojsko 1.400 prostovoljcev, ki so se ponoči 16. aprila 1961 izkrcali v Prašičjem zalivu. Novica o izkrcanju je kmalu zatem obkrožila svet protiofenzivo pa je nadzoroval sam Fidel Castro. Zaradi pritiska mednarodne javnosti je John F. Kennedy odrekel nadaljnjo podporo ofenzivi od tistega trenutka naprej je bilo izkrcanje obsojeno ne neuspeh. Izkrcanje se je končalo 20. aprila po treh dneh ostrih bojev. Zmaga je utrdila Castrov položaj saj je postal nacionalni junak Kuba pa se je začelo še bolj obračati prosti Sovjetski zvezi kar je v letu 1962 vodilo v kubansko raketno krizo. Za Cio je bila operacija največji neuspeh v njeni celotni zgodovini.

- Program Feniks je bil tajni program Cie ki se je izvajal med leti 1965 in 1972 v času vietnamske vojne. Potekal je v sodelovanju s specialnimi enotami ZDA, avstralskimi komandosi in južno vietnamskimi komandosi. Prvotni namen programa je bil boj proti terorizmu, zasliševanje in izvajanje izvensodnih ubojev voditeljev in pripadnik Vietkonga vendar se je kasneje program razširil na vse, ki so bili kakor koli povezani z Vietkongom oz. so bili nasprotniki južno vietnamskega režima in nasprotniki intervencije ZDA v Vietnamu. Program se je izkazal za dokaj uspešnega, večina podatkov je bila pridobljenih z mučenjem ujetnikov, med žrtvami programa so bili dostikrat tudi navadni civilisti. Program je bil ukinjen potem ko so podatki o grozodejstvih programa prišli v javnost. Med leti 1956 in 1972 je bilo v okviru programa ubitih med 26.000 in 41.000 ljudi.

- Operacija Ciklon, je bil tajni program za oboroževanje in financiranje mudžahidov med sovjetsko-afganistansko vojno. Potekal je med leti 1979 in 1989 in je bil eden izmed najbolj obsežnih in dragih programov agencije. Stroški programa so leta 1987 presegli celo 630 milijonov dolarjev. Financiranje pa se je v manjšem obsegu nadaljevalo vse do leta 1992. V desetih letih vojne je Cia upornike oborožila z orožjem vrednim 40 miljard dolarjev. Med oborožitvijo pa so se znašle takrat najnovejše rakete zemlja-zrak FIM-92 Stinger za boj proti sovjetskim letalom in helikopterjem. Program je imel daljnosežne posledice saj je posredno omogočil Talibanov vzpon na oblast ti pa so dali varno zavetje teroristični skupini Al Kaidi ki je 11. septembra 2001 izvedla teroristične napade po ZDA kar je sprožilo vse svetovni boj proti terorizmu ter napada ZDA na Afganistan.

- Operacija Neptunova puščica, je bila operacija v kateri je Cia ob pomoči specialne enote SEAL ubila voditelja Al Kaide Osamo bin Ladna. Operacija je bila izvedena 2. maja 2011 v pakistanskem mestu Abbottabad s čimer je bilo konec dolgoletnega iskanja najbolj razvpitega terorista na svetu. Zaradi stroge tajnosti je bila pakistanska vlada o dogodkih obveščena šele po koncu operacije. Celotna operacija je trajala le 38 minut, ubitih je bilo 5 ljudi, ki so se v času napada nahajali znotraj objekta skupaj z bin Ladnom. Napadalci niso imeli nobene žrtve, pri pristanku so izgubili helikopter s tehnologijo za radarsko nevidnost, ki pa so ga ob odhodu uničili.